# Braunsapis diminuta
Braunsapis diminuta là một loài Hymenoptera trong họ Apidae. Loài này được Cockerell mô tả khoa học năm 1915.